# Truxaloides chekei
Truxaloides chekei är en insektsart som beskrevs av Popov, G.B. 1985. Truxaloides chekei ingår i släktet Truxaloides och familjen gräshoppor. Inga underarter finns listade i Catalogue of Life.